# Tommy Limby
Set „Tommy“ Limby (* 5. September 1947 in Gåxsjö, Jämtland; † 13. Januar 2008 in Orsa, Dalarna) war ein schwedischer Skilangläufer.

## Werdegang
Limby, der für den Orsa IF startete, wurde im Jahr 1973 Zweiter und 1974 Achter beim Wasalauf. Bei den schwedischen Meisterschaften 1974 siegte er mit der Staffel. Beim Wasalauf 1975 kam er auf den sechsten Platz. Außerdem erreichte er bei den Svenska Skidspelen 1972 und 1976 jeweils den zweiten Platz mit der Staffel. Bei den Olympischen Winterspielen 1976 in Innsbruck belegte er den 23. Platz über 15 km, den 15. Rang über 30 km und den achten Platz über 50 km. Im selben und im folgenden Jahr kam er beim Wasalauf jeweils auf den dritten Platz. Bei den Nordischen Skiweltmeisterschaften 1978 in Lahti wurde er an der Seite von Sven-Åke Lundbäck, Christer Johansson und Thomas Magnusson Weltmeister mit der Staffel. Zudem errang er den zehnten Platz über 30 km. Im Januar 2008 erlag Limby nach langer Krankheit einem Krebsleiden.